# Túnel Al Shindagha
El Túnel Al Shindagha (en árabe: نفق الشندغة) es un túnel en Dubái, en el país asiático de los Emiratos Árabes Unidos.

## Descripción
Pasa por debajo de Khor Dubái para conectar los barrios de Al Ras, Deira y Al Shindagha. Es el único cruce bajo el agua en Khor Dubái. El túnel tiene un total de cuatro carriles (dos en cada sentido), una altura libre de 5 metros y la velocidad está limitada a 60 km / h. Abrió sus puertas en 1975.